# دونري
دونري (بالإنكليزية: Dounreay، وبالغيلية الاسكتلندية: Dùnrath)، وهي محطة نووية تقع على الساحل الشمالي لكيثنس، في منطقة المرتفعات باسكتلندا وغرب مدينة تورسو. كانت دونري في البداية موقعًا لقلعة دونري، التي أصبحت أطلالًا الآن، ويأتي هذا الاسم من اللغة الغيلية ويعني «حصن على التل». أصبح هذا المكان موقعًا لمؤسستين نوويتين منذ خمسينيات القرن العشرين، بغرض تطوير النموذج المبدئي لمفاعلات الاستنسال السريع وتجارب مفاعلات الغواصات النووية. تُخرَج أغلب هذه المنشآت النووية من الخدمة حاليًا.

## تاريخ
شاركت دونري في معركة مطاردة ساندسايد في عام 1437.
استُخدم هذا الموقع بواسطة هيئة الطاقة الذرية البريطانية، في مؤسسة تطوير محطة دونري النووية، ووزارة الدفاع، في مؤسسة فولكان لاختبار مفاعلات القوات البحرية، ويُشتهر هذا الموقع باحتوائه على خمسة مفاعلات نووية، تملك هيئة الطاقة الذرية البريطانية وتدير ثلاثة منها، وتملك وزارة الدفاع وتدير الاثنين الآخرين.
بُنيت مؤسسة الطاقة النووية في موقع أحد الموانئ الجوية للحرب العالمية الثانية يسمى محطة دونري لسلاح الجو الملكي (راف). أصبح اسم هذا الميناء إتش إم إس تيرن 2 عندما نُقل إلى الأميرالية البريطانية بواسطة القيادة الساحلية لسلاح الجو الملكي في عام 1944، باعتباره تابعًا لقاعدة إتش إم إس تيرن في مستوطنة توات بجزر أوركني. لم يشهد هذا الميناء الجوي أي أحداث قتالية خلال الحرب، ونُقل إلى وضع الرعاية والصيانة في عام 1949.
تقع دونري بالقرب من الطريق «إيه 836»، على مسافة 14 كيلومترًا تقريبًا غرب مدينة تورسو، التي نمت بسرعة مع تطوير مؤسسة الأبحاث خلال منتصف القرن العشرين. ظلت المؤسسة عنصرًا رئيسيًا في اقتصاد تورسو وكيثنس حتى عام 1991 عندما أمرت الحكومة بإغلاق المفاعلات إلى الأبد؛ ووُظف عدد كبير من القوى العاملة لتنظيف بقايا الموقع، وخُطط لأعمال التنظيف تلك أن تستمر حتى عام 2025 على الأقل.

## مؤسسة تطوير محطة دونري النووية
تشكلت مؤسسة تطوير محطة دونري النووية في عام 1955 بشكل رئيسي لتطبيق سياسة حكومة المملكة المتحدة لتطوير تقنيات مفاعلات الاستنسال السريع. أُدير الموقع بواسطة هيئة الطاقة الذرية البريطانية. أنشأت هذه الهيئة ثلاثة مفاعلات نووية هناك، مفاعلان من نوع مفاعلات الاستنسال السريع ومفاعل بحثي حراري لاستخدامه في تجارب المواد لهذا البرنامج، وأقامت أيضًا منشآت لصناعة وإعادة معالجة أجهزة اختبار المواد ووقود مفاعلات الاستنسال السريع.
اُختيرت دونري لتكون موقعًا للمفاعلات النووية لأسباب أمنية في حالة حدوث الانفجارات. أُحيط المفاعل الأول بكرة من الفولاذ بقطر 42 مترًا، والتي لا تزال سمةً بارزةً لهذا المكان. بُنيت هذه الكرة بواسطة  شركة ماذرويل بريدج.

### مفاعل دونري لاختبار المواد
كان مفاعل دونري لاختبار المواد أول مفاعل بمحطة دونري يحقق حالة الحرجية في تفاعلاته النووية، وذلك في مايو عام 1958. استُخدم المفاعل لاختبار أداء بعض المواد تحت ظروف شديدة من التعريض لإشعاع النيوترون، خاصةً المواد المخطط لاستخدامها في تغطية الوقود النووي والاستخدامات الهيكلية الأخرى في قلب المفاعل سريع النيوترونات. وُضعت عينات التجارب داخل غطاء من سبيكة حاملة لليورانيوم لزيادة تدفق النيوترونات العالي بمفاعل ديدو النووي، ثم تُفصل من هذا الغطاء كيميائيًا بعد التعريض للإشعاع. أُغلق مفاعل دونري لاختبار المواد في عام 1969 عندما ضُمت أعمال اختبار المواد لمختبر هارويل.

### مفاعل دونري السريع
كان مفاعل دونري السريع ثاني مفاعل تشغيلي بمحطة دونري، على الرغم أنه كان المفاعل الذي بدأ بناؤه أولًا، وحقق الحرجية يوم 14 نوفمبر عام 1959. صُدِّرت الطاقة الكهربية الناتجة عن هذا المفاعل إلى الشبكة الوطنية لنقل الكهرباء منذ يوم 14 أكتوبر عام 1962 حتى توقف المفاعل عن العمل لإخراجه من الخدمة في مارس عام 1977. أنتج هذا المفاعل أكثر من 600 مليون كيلوواط ساعي من الكهرباء خلال فترة تشغيله.
تكلفت أعمال بناء هذا المفاعل مع المنشآت المتعلقة به 15 مليون جنيه استرليني. صُمم هذا المفاعل لتوليد 60 ميغاواط من الطاقة الحرارية ولتحقيق معدل حرق للوقود يصل إلى 2%. وصل إنتاج المفاعل إلى 30 ميغاواط حراري في أغسطس عام 1962، وإلى 60 ميغاواط حراري في يوليو عام 1963، ما جعله ينتج 14 ميغاواط من الطاقة الكهربية.
كان هذا المفاعل من طراز الدورة لمفاعلات الاستنسال السريع، ويُبرد باستخدام دوائر أساسية وثانوية من سبيكة الصوديوم-بوتاسيوم، مع 24 حلقة تبريد أساسية. اعتمد قلب المفاعل في البداية على وقود اليورانيوم المعدني المُثبَّت باستخدام الموليبدنوم والمغطى بالنيوبيوم. استُخدم قلب المفاعل بعد ذلك لاختبار وقود الأكسيد الخاص بالنموذج المبدئي للمفاعل السريع ولتقديم مساحةً تجريبيةً لدعم وقود المفاعلات النووية السريعة ما وراء البحار وبرامج تطوير المواد.
احتوى هذا المفاعلى على أكثر من 5000 عنصر استنسال من اليورانيوم الطبيعي في الفولاذ غير القابل للصدأ، ورُتبت هذه العناصر في أقسام استنسال داخلية وخارجية. استُبدلت أغلب هذه العناصر في عام 1965.

### النموذج المبدئي للمفاعل السريع
كان النموذج المبدئي للمفاعل السريع المفاعل الثالث والأخير الذي تديره هيئة الطاقة الذرية البريطانية بموقع دونري. أُعلن عن بناء هذا المفاعل في محطة دونري عام 1966. وكان مفاعل استنسال سريع من طراز الحوض، بنظام تبريد مكون من 1500 طن من الصوديوم السائل، واستخدم وقود الأكسيد المختلط. أنتج هذا التصميم 250 ميغاواط من الطاقة الكهربية.
حقق هذا المفاعل الحرجية في عام 1974 وبدأ في تزويد الشبكة الوطنية في يناير عام 1975. كان هناك العديد من التأجيلات ومشاكل متعلقة بإمكانية التشغيل قبل أن يصل هذا المفاعل إلى قوته القصوى. احتوى المفاعل على ثلاث دوائر للتبريد. أدت التسريبات في مولدات البخار للصوديم-الماء إلى إغلاق دائرة ثم دائرتين من دوائر التبريد خلال عامي 1974 و1975. وصل إنتاج المفاعل إلى 500 ميغاواط حراري بحلول عام 1976، لينتج نحو 166 ميغاواط من الطاقة الكهربية، وفي عام 1985، وصل إنتاج المفاعل إلى 250 ميغاواط من الطاقة الكهربية، وهو الحد الأقصى لهذا التصميم.
أُعلن في عام 1988 عن انخفاض التمويل الخاص بأبحاث مفاعلات الاستنسال السريع من 105 مليون جنيه استرليني إلى 10 ملايين جنيه استرليني، وعن انتهاء تمويل هذا المفاعل في عام 1994.
توقف هذا المفاعل عن العمل في عام 1994، ليضع نهايةً لتوليد الطاقة النووية في هذا الموقع. وأنتج هذا المفاعل 9250 غيغاواط ساعي بشكل إجمالي. وصل معامل الحمل خلال فترة عمل المفاعل الكلية إلى 26.9% وفقًا لما سجلته الوكالة الدولية للطاقة الذرية.
تقرر إرسال روبوت خاضع للتحكم عن بعد، يسمى «ريأكتوسوروس»، لإزالة المخلفات والمعدات الملوثة من هذا المفاعل بسبب خطورة هذه المهمة على البشر. خُصصت لوحة تحكم المفاعل لتستخدم في أحد المعارض الخاصة به في متحف العلوم بلندن عام 2016.  

### الأنشطة اللاحقة
ما زالت دونري محتفظةً بقوى عاملة كبيرة، بعد إغلاق جميع المفاعلات الموجودة هناك، لتنفيذ أعمال الرعاية والصيانة الخاصة بهذه المحطة القديمة وتنفيذ الأنشطة المتعلقة بإخراجها من الخدمة. توقفت إعادة المعالجة التجارية للوقود النووي المستهلك والمخلفات بأمر من الحكومة البريطانية في عام 1998 على الرغم من وجود بعض المخلفات المقبولة في المنشآت النووية الأخرى تحت ظروف خاصة.